# Naila
Naila – miasto w Niemczech, w kraju związkowym Bawaria, w rejencji Górna Frankonia, w regionie Oberfranken-Ost, w powiecie Hof. Leży w Lesie Frankońskim, nad rzeką Selbitz, przy drodze B173 i linii kolejowej Bad Steben/Schwarzenbach am Wald – Hof.
Miasto położone jest 15 km na zachód od Hof i 42 km na północ od Bayreuth.

## Dzielnice
W skład miasta wchodzą dzielnice: Naila, Culmitz, Lippertsgrün, Marlesreuth, Marxgrün i Hölle.

## Demografia
| - 1840: 4357 - 1871: 4549 - 1900: 5201 - 1925: 6336 - 1939: 6955 | - 1950: 10 090 - 1956: 9668 - 1960: 9522 - 1965: 9829 - 1970: 9821 | - 1975: 9631 - 1980: 9217 - 1985: 8675 - 1990: 8893 - 1995: 9037 | - 2000: 8547 - 2005: 8410 - 2006: 8305 |

## Polityka
Burmistrzem jest Frank Stumpf. Rada miasta składa się z 20 członków:
|      | CSU | SPD | Wolny Związek Wyborców | Lista Niezależnych | Aktywni Obywatele | Razem     |
| 2002 | 8   | 4   | 6                      | 1                  | 1                 | 20 miejsc |

## Osoby urodzone w Naila
- Reinhard Feldrapp (ur. 1951) – fotograf
- Hans-Peter Friedrich (ur. 1957) – polityk CSU
- Helge Ritter (ur. 1958) – fizyk, matematyk